# 케네스 베인브리지

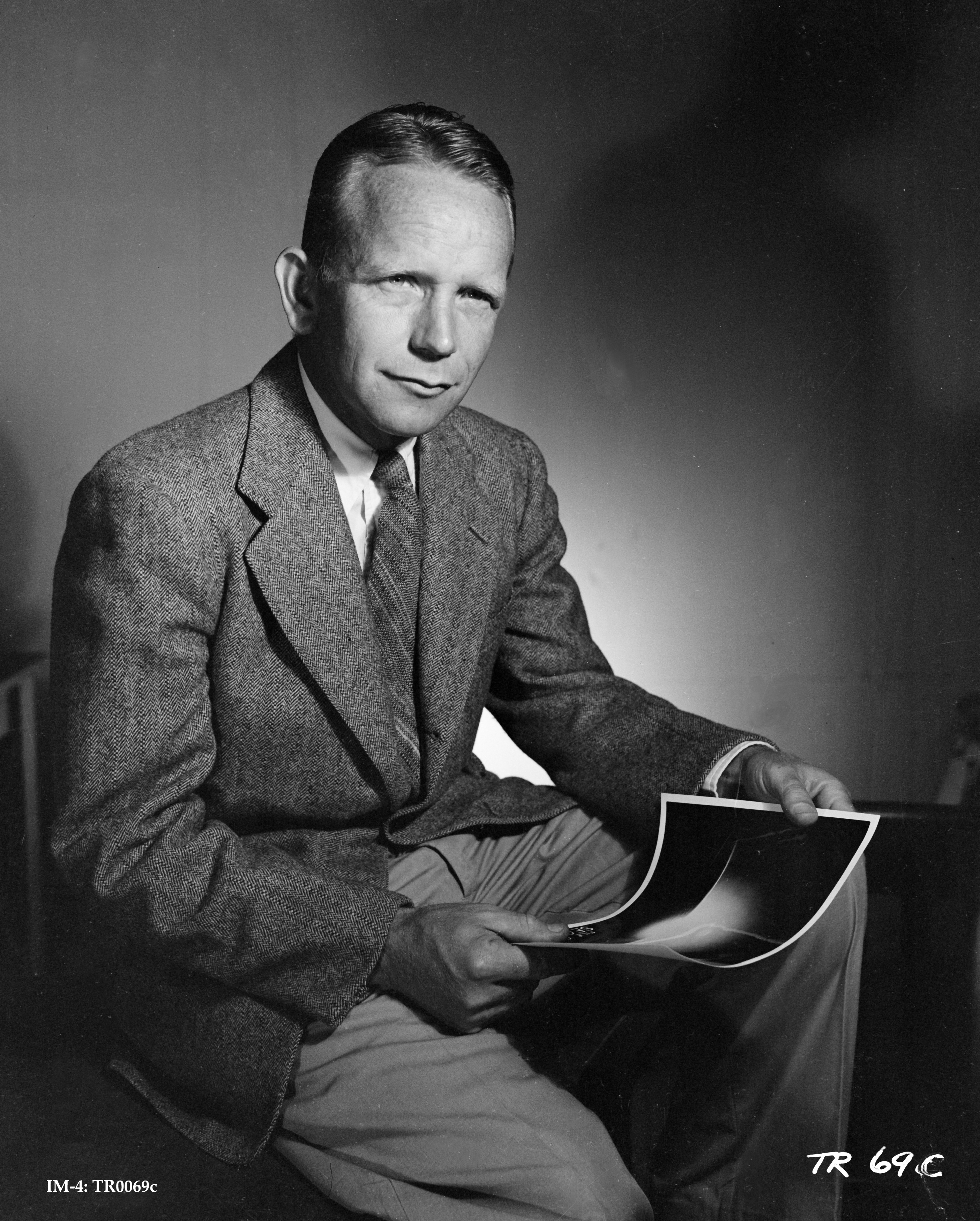
케네스 베인브리지

케네스 톰킨스 베인브리지(Kenneth Tompkins Bainbridge, 1904년 7월 27일 ~ 1996년 7월 14일)는 사이클로트론을 연구한 하버드 대학교의 미국인 물리학자로서 세계 최초의 핵실험인 트리니티 실험을 주도했던 것으로 유명하다.

## 어린 시절
케네스 톰킨스 베인브리지는 미국 뉴욕주의 쿠퍼스타운에서 윌리엄 워린 베인브리지와 메리 그리넬 톰킨스의 3형제 중 차남으로 태어났다. 뉴욕주 뉴욕 시에 있는 고등학교인 호레이스 만 학교에 재학했을 때 아마추어 무선에 관심을 보였는데 이는 1921년 MIT에 진학하여 전기공학을 공부하는 계기가 되었다. 이후 5년 간 학사, 석사 학위를 취득했다. 여름 방학 동안 매사추세츠주의 린과 뉴욕주 스키넥터디에 있는 GE의 실험실에서 근무하며 자기 자신이 물리학에 관심을 두고 있다는 것을 알게 되었다. 1926년 MIT를 졸업하고 GE의 컨설턴트 칼 콤프턴이 교수로 일하던 프린스턴 대학교에 등록한 이후 1929년 박사 학위를 취득한다.

## 초기 경력
이후 여러 연구 기관에서 근무하며 1931년 9월엔 스와스모어 대학교의 교수 마가렛 핏킨과 결혼하기도 하였다. 1932년엔 질량 분석기를 개발하여 질량-에너지 동등성을 증명하기도 하였다.

## 제2차 세계 대전과 전후
제2차 세계 대전이 진행되는 동안 맨해튼 계획의 일부이자 세계 최초의 핵실험인 트리니티 실험을 주도했으며 이를 두고 동료 로버트 오펜하이머에게 "이제 우리 모두 개자식이 되었어"(Now we are all sons of bitches)라고 말하기도 하였다. 이러한 경험은 그가 2차 대전 이후 반핵 운동을 펼치게 하였다.